# Araceli Castro
Araceli Castro Mendoza (27 de enero de 1967) es una deportista mexicana que compitió en atletismo adaptado. Ganó cinco medallas en los Juegos Paralímpicos de Verano entre los años 1988 y 1996.

## Palmarés internacional
| Juegos Paralímpicos | Juegos Paralímpicos      | Juegos Paralímpicos | Juegos Paralímpicos |
| Año                 | Lugar                    | Medalla             | Prueba              |
| ------------------- | ------------------------ | ------------------- | ------------------- |
| 1988                | Seúl (Corea del Sur)     | Medalla de plata    | 4 × 200 m 2-6       |
| 1992                | Barcelona (España)       | Medalla de bronce   | Disco THS2          |
| 1992                | Barcelona (España)       | Medalla de bronce   | Jabalina THS2       |
| 1992                | Barcelona (España)       | Medalla de bronce   | 4 × 100 m TW3-4     |
| 1996                | Atlanta (Estados Unidos) | Medalla de plata    | Disco F41           |